# Cao Pendant
Cao Pendant Quang Vinh (tên khai sinh: Jason Quang-Vinh Pendant, sinh ngày 9 tháng 2 năm 1997) là một cầu thủ bóng đá người Việt-Pháp đang thi đấu ở vị trí hậu vệ trái cho câu lạc bộ bóng đá Công an Hà Nội của V.League 1 và đội tuyển bóng đá quốc gia Việt Nam

## Xuất thân
Jason Quang-Vinh Pendant ("Jason" là tên tiếng Pháp, "Quang-Vinh" là tên gốc tiếng Việt, "Pendant" là họ gốc Pháp của bố anh), thường gọi ngắn là Jason Pendant, sinh năm 1997 tại Sarcelles, Pháp, có cha là người Pháp và mẹ là người Việt.
Ngày 19 tháng 3 năm 2025, anh được nhập quốc tịch Việt Nam, lấy tên là "Cao Pendant Quang Vinh". "Cao" là họ gốc Việt của mẹ anh. Đôi khi anh có thể được gọi với tên thuần Việt hơn là "Cao Quang Vinh", hoặc "Quang Vinh" là đủ.

## Sự nghiệp câu lạc bộ

### Sochaux
Quang Vinh bắt đầu sự nghiệp bóng đá của mình tại câu lạc bộ quê hương Sarcelles AAS trước khi gia nhập Sochaux. Sau khi ra sân thi đấu 7 trận đấu tại Ligue 2 mùa giải 2016–17 cho đội một; Quang Vinh đã được Sochaux ký hợp đồng chuyên nghiệp đầu tiên vào ngày 20 tháng 6 năm 2017. Anh ghi bàn thắng chuyên nghiệp đầu tiên vào ngày 23 tháng 1 năm 2018 trong trận thắng 2–1 trước Colomiers tại Coupe de France.

### New York Red Bulls
Ngày 10 tháng 3 năm 2020, Quang Vinh hoàn tất vụ chuyển nhượng đến câu lạc bộ New York Red Bulls của giải MLS. Vào ngày 11 tháng 7 năm 2020, anh có trận ra mắt New York trong chiến thắng 1–0 trước Atlanta United.

### Quevilly-Rouen
Ngày 12 tháng 7 năm 2022, Quang Vinh trở lại Ligue 2 khoác áo Quevilly-Rouen với phí chuyển nhượng không được tiết lộ.

### Công an Hà Nội
Ngày 1 tháng 8 năm 2024, Quang Vinh ký hợp đồng với câu lạc bộ Công an Hà Nội tại V.League 1.

## Sự nghiệp quốc tế
Quang Vinh được sinh ra tại Pháp với cha là người Guyane thuộc Pháp và mẹ là người Việt Nam. Anh đủ điều kiện thi đấu cho cả hai đội tuyển quốc gia. Trước đây, anh từng khoác áo đội tuyển U-16 và U-18 của Pháp. Từ năm 2019, Quang Vinh đã nhiều lần bày tỏ mong muốn được thi đấu cho đội tuyển quốc gia Việt Nam.
Anh được gọi lên tuyển Việt Nam cho trận đấu tại vòng loại Asian Cup 2027 với Malaysia vào tháng 6 năm 2025.

## Thống kê sự nghiệp
Tính đến ngày 10 tháng 2 năm 2024
| Câu lạc bộ            | Mùa giải            | Quốc gia               | Quốc gia | Quốc gia | Cúp quốc gia | Cúp quốc gia | Cúp Liên đoàn | Cúp Liên đoàn | Tổng cộng | Tổng cộng |
| Câu lạc bộ            | Mùa giải            | Giải đấu               | Trận     | Bàn      | Trận         | Bàn          | Trận          | Bàn           | Trận      | Bàn       |
| --------------------- | ------------------- | ---------------------- | -------- | -------- | ------------ | ------------ | ------------- | ------------- | --------- | --------- |
| Sochaux II            | 2014–15             | Championnat National 2 | 17       | 0        | —            | —            | —             | —             | 17        | 0         |
| Sochaux II            | 2015–16             | Championnat National 2 | 16       | 0        | —            | —            | —             | —             | 16        | 0         |
| Sochaux II            | 2016–17             | Championnat National 3 | 19       | 0        | —            | —            | —             | —             | 19        | 0         |
| Sochaux II            | 2017–18             | Championnat National 3 | 8        | 1        | —            | —            | —             | —             | 8         | 1         |
| Sochaux II            | 2018–19             | Championnat National 3 | 1        | 0        | —            | —            | —             | —             | 1         | 0         |
| Sochaux II            | 2019–20             | Championnat National 3 | 0        | 0        | —            | —            | —             | —             | 0         | 0         |
| Sochaux II            | Total               | Total                  | 61       | 1        | —            | —            | —             | —             | 61        | 1         |
| Sochaux               | 2016–17             | Ligue 2                | 7        | 0        | 0            | 0            | 0             | 0             | 7         | 0         |
| Sochaux               | 2017–18             | Ligue 2                | 14       | 0        | 4            | 1            | 0             | 0             | 18        | 1         |
| Sochaux               | 2018–19             | Ligue 2                | 31       | 0        | 0            | 0            | 1             | 0             | 32        | 0         |
| Sochaux               | 2019–20             | Ligue 2                | 17       | 0        | 1            | 0            | 0             | 0             | 18        | 0         |
| Sochaux               | Tổng cộng           | Tổng cộng              | 69       | 0        | 5            | 1            | 1             | 0             | 75        | 1         |
| New York Red Bulls    | 2020                | MLS                    | 20       | 0        | 0            | 0            | 1             | 0             | 21        | 0         |
| New York Red Bulls    | 2021                | MLS                    | 2        | 0        | 0            | 0            | 0             | 0             | 2         | 0         |
| New York Red Bulls    | 2022                | MLS                    | 5        | 0        | 1            | 0            | 0             | 0             | 6         | 0         |
| New York Red Bulls    | Tổng cộng           | Tổng cộng              | 27       | 0        | 1            | 0            | 1             | 0             | 29        | 0         |
| New York Red Bulls II | 2021                | USL                    | 9        | 0        | 0            | 0            | 0             | 0             | 9         | 0         |
| New York Red Bulls II | 2022                | USL                    | 9        | 0        | 0            | 0            | 0             | 0             | 8         | 0         |
| New York Red Bulls II | Tổng cộng           | Tổng cộng              | 18       | 0        | 0            | 0            | 0             | 0             | 18        | 0         |
| Quevilly-Rouen        | 2022–23             | Ligue 2                | 32       | 0        | 0            | 0            | —             | —             | 32        | 0         |
| Quevilly-Rouen        | 2023–24             | Ligue 2                | 25       | 0        | 2            | 0            | —             | —             | 22        | 0         |
| Quevilly-Rouen        | Tổng cộng           | Tổng cộng              | 52       | 0        | 2            | 0            | 0             | 0             | 54        | 0         |
| Tổng cộng sự nghiệp   | Tổng cộng sự nghiệp | Tổng cộng sự nghiệp    | 227      | 1        | 8            | 1            | 2             | 0             | 245       | 2         |

## Danh hiệu
Công an Hà Nội
- Cúp Quốc gia: 2024–25
- Siêu cúp Quốc gia: 2025